# Odontopera nubiferaria
Odontopera nubiferaria är en fjärilsart som beskrevs av Eugen Wehrli 1940. Odontopera nubiferaria ingår i släktet Odontopera och familjen mätare. Inga underarter finns listade i Catalogue of Life.